# Suslic dàuric
El suslic dàuric (Spermophilus dauricus) és una espècie de rosegador esciüromorf de la família dels esciúrids. Es troba a la Xina, Mongòlia i Rússia.

## Distribució
El suslic dàuric està força expandit al nord-est de la Xina, estenent-se cap a Mongòlia i a la regió russa de Transbaikal. Existeixen dues subespècies a la Xina, el S. d. mongolicus es troba a Hebei, Pequín, Tianjin, Henan i Shandong, i el  S. d. ramosus, que es troba a Jilin, Heilongjiang, Liaoning, a l'est de Mongòlia Interior i Shanxi.

## Descripció
Aquest petit esquirol de terra mesura entre 165 i 270 mil·límetres de llarg amb una cua curta que té una llargada al voltant d'una cinquena part de la seva longitud del cos. El seu pes varia entre 165 i 265 grams. El color del pelatge és beige o grisenc-vermellós sense taques. La cua té tocs de groc i té una banda fosca distintiva immediatament anterior a aquesta. Hi ha un anell pàl·lid voltant de l'ull que s'estén fins a l'orella. Les plantes dels peus davanters estan nus, mentre que els de les potes del darrere estan cobertes de pèls. El pelatge és curt i gruixut a l'estiu, però més llarg i més suau a l'hivern.

## Biologia
Aquest esquirol de terra viu en planes obertes i en la perifèria de les zones desèrtiques, com l'extrem nord del desert de Gobi a Mongòlia. Es tracta d'un espècie colonial, que caven caus relativament simples que solen tenir només dos orificis d'entrada. Els túnels rares vegades superen els dos metres de longitud, encara que a vegades s'estenen molt més enllà. Les cries neixen a la primavera en un niu folrat d'herba a una profunditat de mig metre. La mida de la ventrada varia entre dues i nou cries. La dieta es compon de les parts verdes de plantes, llavors i grans.